# Фрезерование

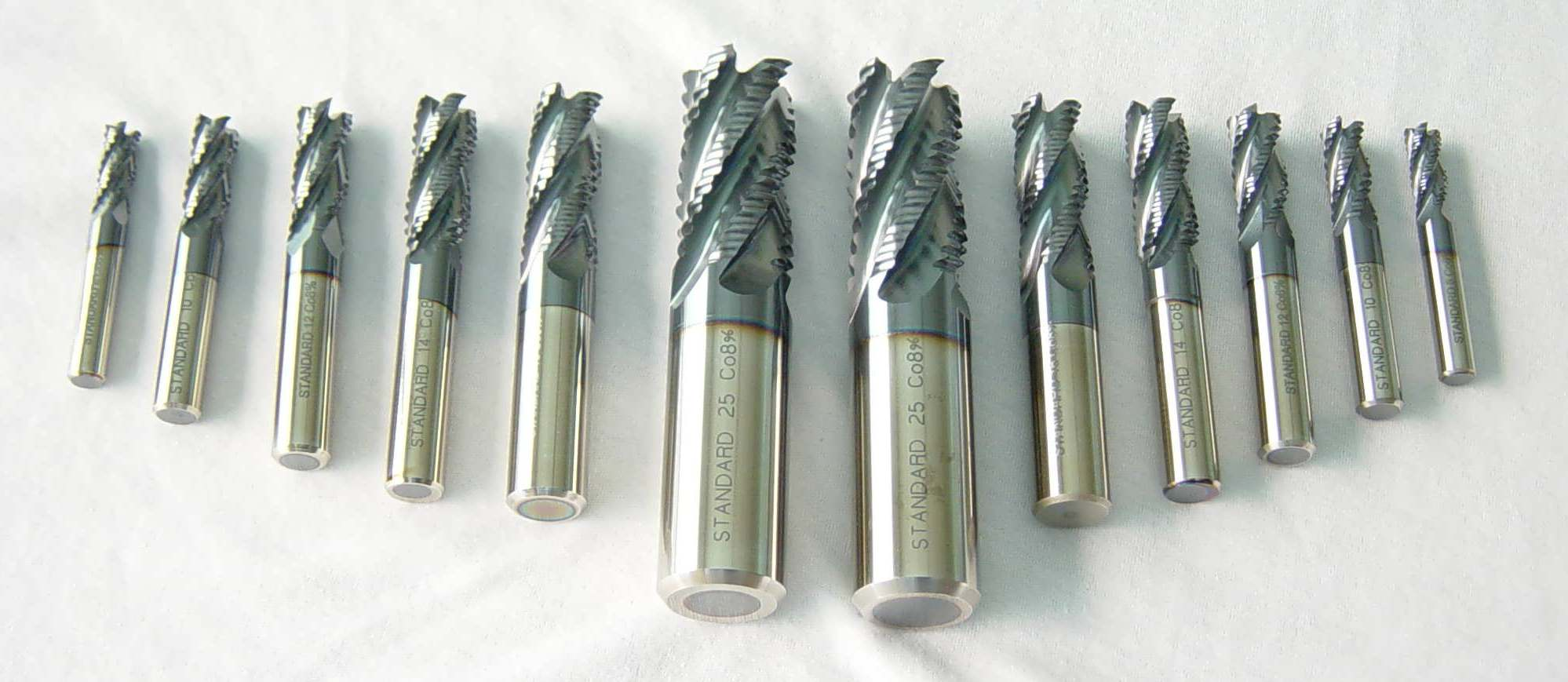
Концевые фрезы с цилиндрическим хвостовиком

Фрезерование (фрезерная обработка) —  это механическая обработка резанием плоскостей, пазов, лысок, при которой режущий инструмент (фреза) совершает вращательное движение (со скоростью V), а обрабатываемая заготовка — поступательное (со скоростью подачи S).
Официальным изобретателем фрезерного станка является американец Эли Уитни, который получил патент на такой станок в 1818 г.

## Классификация фрезерования
- В зависимости от расположения шпинделя станка и удобства закрепления обрабатываемой заготовки —— вертикальное, горизонтальное. На производстве в большей степени[источник не указан 2626 дней] используют универсально-фрезерные станки, позволяющие осуществлять горизонтальное и вертикальное фрезерование, а также фрезерование под разными углами различным инструментом.
- В зависимости от типа фрезы (концевое, торцовое, периферийное, фасонное и т. д.)

1. Концевое фрезерование — пазы, канавки, подсечки; колодцы (сквозные пазы), карманы (пазы, стороны которых выходят более чем на 1 поверхность), окна (пазы, которые выходят только на одну поверхность).
2. Торцевое фрезерование — фрезерование больших поверхностей.
3. Фасонное фрезерование — фрезерование профилей. Примеры профильных поверхностей — шестерни, червяки, багет, оконные рамы.
4. Существуют также специализированные фрезы, предназначенные для отрезки (дисковые фрезы)

- В зависимости от направления вращения фрезы относительно направления её движения (либо движения заготовки) — попутное «под зуб», когда фреза «подминает» заготовку, получается поверхность высокой степени точности, но также велика опасность вырыва заготовки при большом съёме материала; и встречное «на зуб», когда движение режущей кромки происходит навстречу заготовке. Поверхность получается меньшей степени точности, однако увеличивается производительность. На практике используют оба вида фрезерования, «на зуб» при предварительной (черновой) и «под зуб» окончательной (чистовой) обработке.

В настоящее время в производстве для фрезерования используются станки с ЧПУ (числовым программным управлением), благодаря чему фрезерные работы производятся в автоматическом режиме. Для осуществления автоматических работ создается специальная программа, а также производится предварительная обработка чертежей.

## Характеристики фрезерования

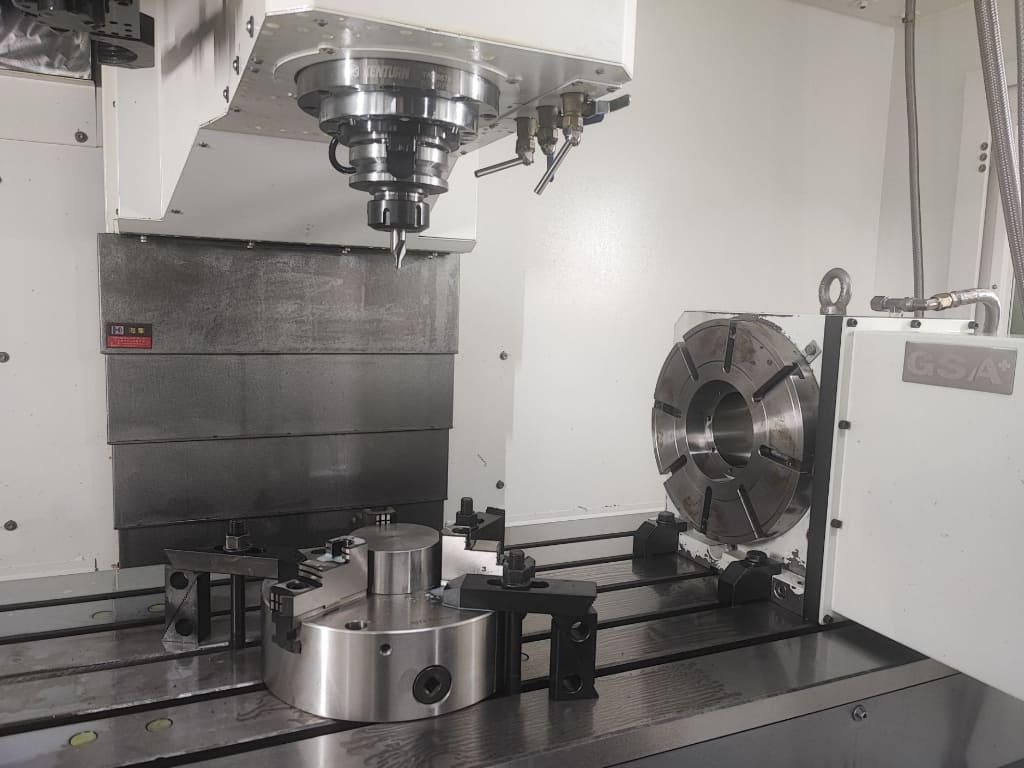
Фрезерная обработка на четырехосевом вертикальном обрабатывающем центре с ЧПУ

Элементы режимов резания при фрезеровании:
Скорость резания (м/мин):
{\displaystyle V={\frac {\pi \cdot D\cdot n}{1000}}}
где:
- {\displaystyle \pi =3{,}1415\dots }
- D — диаметр фрезы (мм)
- n — частота вращения фрезы (об/мин)
- 1000 — коэффициент перевода мм в м

Подачи при фрезеровании:
Sz — подача на зуб (мм/зуб) — величина перемещения стола станка с обрабатываемой заготовкой или фрезы за время поворота её на один зуб.
Sо — (оборотная подача мм/об) — величина перемещения стола станка с обрабатываемой заготовкой или фрезы за один оборот фрезы. Sо = Sz × z, где z — число зубьев фрезы.
Sm — (минутная подача мм/мин) величина перемещения стола станка с обрабатываемой заготовкой или фрезы за одну минуту Sm = Sо × n = Sz × z × n.
t — глубина резания при фрезеровании (мм) — это расстояние между обработанной и обрабатываемой поверхностями.
B - ширина фрезерования (мм) — это поверхность заготовки, обработанная за один рабочий ход.